# Kahkusaari
Kahkusaari, nordsamiska: Káhkusuálui, är en ö i Finland. Den ligger i sjön Enare träsk och i kommunen Enare i den ekonomiska regionen Norra Lappland och landskapet Lappland, i den norra delen av landet, 1 000 km norr om huvudstaden Helsingfors. Öns area är 1,22 kvadratkilometer och dess största längd är 1,9 kilometer i sydöst-nordvästlig riktning.